# Magyargyerőmonostor község
Magyargyerőmonostor község (románul: Comuna Mănăstireni) község Kolozs megyében, Romániában. Központja Magyargyerőmonostor, beosztott falvai Bedecs, Deréte, Erdőfalva, Felsőgyerőmonostor, Kalotabikal.

## Fekvése
Az Erdélyi-középhegységet övező dombok között helyezkedik el, Kolozs megye nyugati részén, Kolozsvártól 49, Bánffyhunyadtól 22 kilométer távolságra. Szomszédos községek északon Körösfő, keleten Magyarkapus, délen Roska, nyugaton Kalotaszentkirály.

## Népessége
1850-től a népesség alábbiak szerint alakult:
| Lakosok száma | 3839 | 4638 | 5547 | 4893 | 4762 | 2972 | 2227 | 1809 | 1481 | 1174 |
|               | 1850 | 1880 | 1900 | 1930 | 1941 | 1977 | 1992 | 2002 | 2011 | 2021 |

A 2011-es népszámlálás adatai alapján a község népessége 1481 fő volt, melynek 80,49%-a román, 10,6%-a magyar és 5,33%-a roma. Vallási hovatartozás szerint a lakosság többsége ortodox (76,43%), a reformátusok részaránya 10,8%, a pünkösdistáké 4,93%, a baptistáké 2,63%.

## Nevezetességei
A község területéről az alábbi épületek szerepelnek a romániai műemlékek jegyzékében:
- a bedecsi vár romjai (LMI-kódja CJ-I-s-B-06898)
- a bedecsi Mennybemenetel templom (CJ-II-m-B-07528)
- a kalotabikali Mennybemenetel fatemplom (CJ-II-m-B-07531)
- a magyargyerőmonostori Kornis-kúria (CJ-II-m-B-07705)
- a magyargyerőmonostori református templom  (CJ-II-m-B-07706)

## Híres emberek
- Magyargyerőmonostoron születtek Debreczeni Márton (1802–1851) költő, Gyarmathy Zsigáné Hory Etelka (1843–1910) írónő, a kalotaszegi népi hagyományok gyűjtője.